# Mistrovství světa v atletice 2017 – maraton ženy
Maraton žen na Mistrovství světa v atletice 2017 probíhal 6. srpna. Zvítězila Brunejka Rose Chelimová. Eva Vrabcová Nývltová doběhla 14.
| Pořadí           | Závodník                  | Čas        |
| Zlatá medaile    | Rose Chelimová            | 2:27:11 SB |
| Stříbrná medaile | Edna Kiplagatová          | 2:27:18 SB |
| Bronzová medaile | Amy Craggová              | 2:27:18 SB |
| 4.               | Flomena Cheyech Danielová | 2:27:21    |
| 5.               | Shure Demiseová           | 2:27:58    |
| 6.               | Eunice Jepkirui Kirwaová  | 2:28:17    |
| 7.               | Helal Jelagat Kipropová   | 2:28:19    |
| 8.               | Mare Dibabaová            | 2:28:49 SB |
| 9.               | Jessica Trengoveová       | 2:28:59    |
| 10.              | Berhane Dibabaová         | 2:29:01    |
| 11.              | Serena Burlaová           | 2:29:32    |
| 12.              | Aselefech Mergiaová       | 2:29:43    |
| 13.              | Charlotte Purdueová       | 2:29:48    |
| 14.              | Eva Vrabcová Nývltová     | 2:29:56 PB |
| 15.              | Hye-Gyong Kim             | 2:30:29 SB |
| 16.              | Mao Kiyotaová             | 2:30:36    |
| 17.              | Yuka Andoová              | 2:31:31    |
| 18.              | Alyson Dixonová           | 2:31:36    |
| 19.              | Helalia Johannesová       | 2:32:01    |
| 20.              | Sinead Diverová           | 2:33:26    |